# Петар Поповић (хокејаш)
Петар Поповић (швед. Peter Popovic; Ћепинг, 10. фебруар 1968) некадашњи је професионални шведски хокејаш на леду, а сада хокејашки тренер српског порекла.  Као играч играо је на позицијама одбрамбеног играча. Од 2011. ради као помоћни тренер сениорске репрезентације Шведске.

## Спортска каријера
Као играч Поповић је дебитовао у сезони 1986/87. у којој је прво одиграо десет утакмица за јуниорски тим ВИК Вестероса пре него што је прешао у редове сениорске екипе ИК ВИК у којој је провео наредне две сезоне. У сезони 1988/89. дебитовао је у најјачој СХЛ лиги, а пре тога учествовао је и на драфту НХЛ лиге где га је као 93. пика у петој рунди одабрала екипа Монтреал канадијанса. Пре одласка у НХЛ Поповић је провео пет сезона у дресу Вестероса са којим је играо у шведском првенству.
У НХЛ лиги дебитовао је сезони 1993/94. у којој је провео наредних 8 сезона, пет у дресу Канадијанса, и по једну сезону у дресовима Ренџерса, Пенгвинса и Бруинса. У НХЛ лиги одиграо је укупно 488 утакмица и остварио учинак од 10 голова и 63 асистенције. Последњих пет сезона у каријери играо је за Седертеље и ВИК. У СХЛ-у је одиграо 361 утакмицу и постигао 27 голова и 79 асистенција.
У неколико наврата играо је и за репрезентацију Шведске, а највећи успех остварио је на СП 1993. у Немачкој када је са репрезентацијом освојио сребрну медаљу.
По окончању играчке каријере Поповић је започео тренерску каријеру, две сезоне је радио као главни тренер Седертељеа у другој лиги, а од 2011. ради као помоћни тренер у сениорској репрезентацији Шведске.  